# NGC 2909
NGC 2909 est constitué de deux étoiles rapprochées située dans la constellation de la Grande Ourse. L'astronome britannique John Herschel a enregistré la position de ces deux étoiles le 3 avril en 1832.
Note : selon la base de données astronomique Simbad, qui contient par ailleurs plusieurs erreurs d'identification, NGC 2909 est la galaxie PGC 27879.